# Journal d'Aran et d'autres lieux
Journal d'Aran et d'autres lieux (sous-titré Feuilles de route) est un livre de Nicolas Bouvier (auteur entre autres de L'usage du monde), publié en 1990. Il s'agit d'un journal de bord dans lequel il relate certains de ses voyages. Cet ouvrage est divisé en trois sections, la première traite des Îles d'Aran, la deuxième de la Corée et la troisième de Xi'an en Chine. La première édition comporte une postface de Daniel Maggetti.

## Citations (extraits)
« Au fond de moi, quelque part, je sens que la vie s'écoule dans sa liberté parfaite, circule, se partage et roule en gouttes de mercure. »

## Éditions
- Journal d'Aran et d'autres lieux, Editions 24 Heures, Lausanne, 1990; puis Payot (poche), 1990   (ISBN 2228894060)